# 國寶集團
國寶集團（英語：Global Funeral Services Corporation, Ltd.），是臺灣一家經營喪葬事業的企業，為「北海福座」、「國寶禮儀服務」的統稱，由林明仁、林萬出、曾慶豐等人成立於1990年。除了生命領域外亦跨足營造建築與樂齡服務，延伸至經營開發高爾夫球場、養生溫泉、漫活長住村、樂活旅店等休閒設施。

## 歷史

### 沿革
1989年從事壽險業起家的曾慶豐、林萬出和林明仁等七人從美亞鋼管董事長吳國龍手中接下55甲地的臺北縣三芝鄉北海公園墓地，該墓區是何應欽、周至柔、梁實秋等名流以及資深國代的安葬地點。1990年成立福座開發股份有限公司以承接墓地的經營管理，隔年動土興建納骨塔。
1994年成立北海往生禮儀公司並取得寶塔使用執照，同年福座開發獲得全國第五屆優良企業金牌獎。
2003年，北海福座成為全國第一家獲得防火標章認證的寶塔業者，同年北海禮儀公司更名為國寶服務公司。

### 弊案
2007年，董事長林明仁於中國成都被以吸金欠稅的罪名判刑五年。同年，殯葬事業北海福座創辦人林萬出與其他股東發生爭執，朱國榮砸十一億元，從對方手中買下國寶股權。
2008年，國寶人壽前董事長曾慶豐因標亞洲廣場大樓法拍案，涉嫌不法放貸遭起訴。
2011至2013年間，朱國榮先生被控利用人頭戶炒作「龍邦國際興業」股票與權證。朱國榮因涉嫌炒股、內線交易遭法院判刑，同時限制出境、出海，交保金額新臺幣5億元。2023年9月，棄保潛逃出境。

### 公益
2014年參與公益與唐氏症基金會合作研發專屬手工肥皂。
2017年鑄造北海福座大殿阿彌陀佛金身。
2019年舉辦雪山登山與唐氏症病童公益淨灘活動。
2022年林口愛心匯集 北海福座捐千箱物資
2022年健康動一動 國寶集團邀大家九九重陽到東華球場健走18洞
2022年疫情期間送愛心 北海福座千箱物資助新北八里弱勢

## 旗下關係企業

### 生命事業群

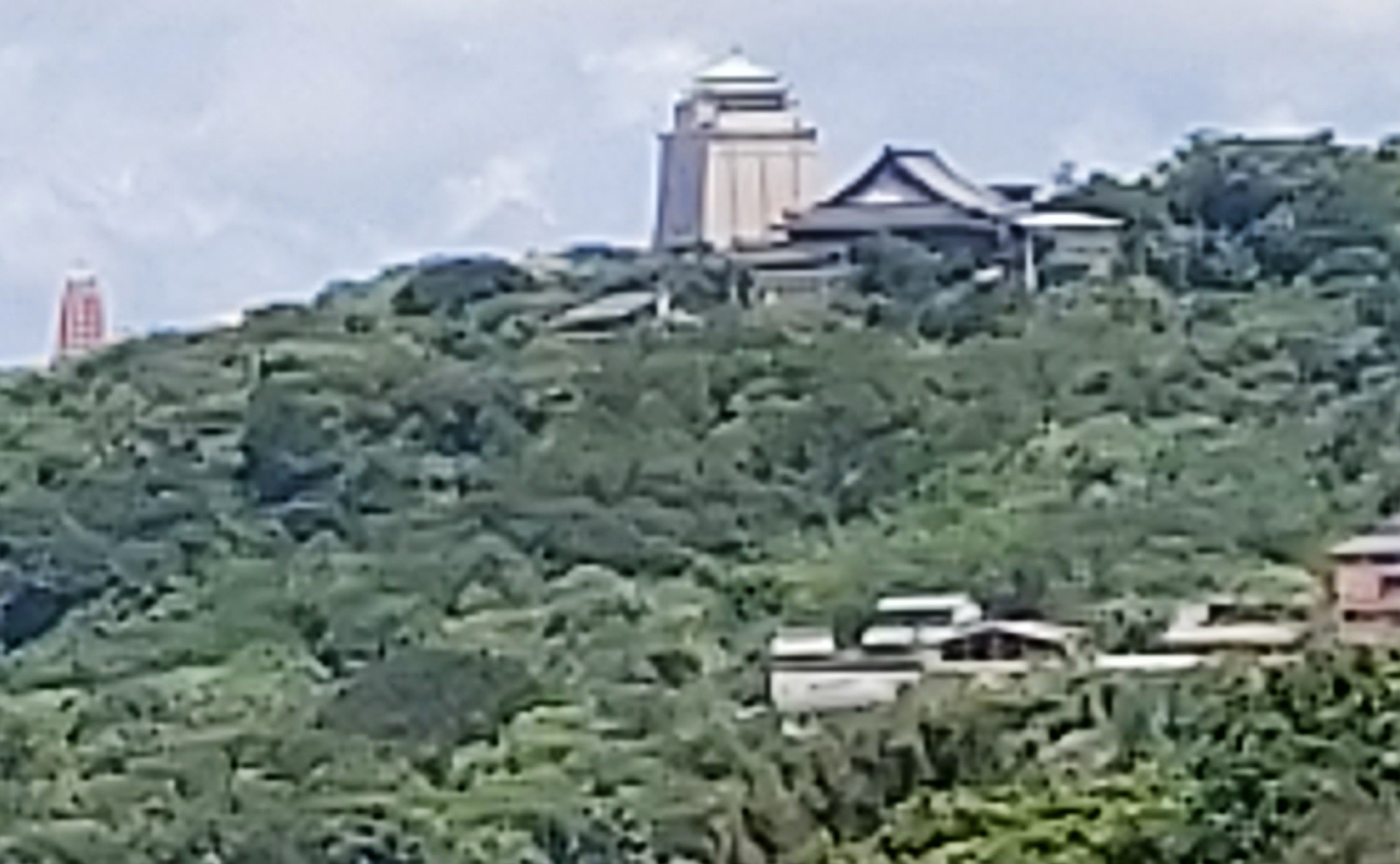
從無極天元宮真元天壇遠眺北海福座和三芝永平寺的景觀

- 北海福座
- 慈安園
- 福音山
- 國寶中投福座
- 國寶台南福座

### 建設事業群
- 龍邦國際興業股份有限公司
- 瑞助營造股份有限公司
- 恒輝不動產開發股份有限公司
- 明熙開發有限公司

### 育樂事業群
- 東方之星高爾夫球場
- 東華高爾夫球場
- 黃金海岸高爾夫球場

### 寵物事業群
- 喵汪美安宿
- 國寶新天地
- 國寶動物醫院
- 寶貝善美地

### 金融投資事業群
- 安多利投資股份有限公司

## 外部連結
- 國寶集團 （页面存档备份，存于）
- 國寶社會福利慈善事業基金會 （页面存档备份，存于）
- 國寶集團的Facebook專頁 （页面存档备份，存于）
- 國寶集團的YouTube頻道